# Hypatopa joniella
Hypatopa joniella  (лат.) — вид мелких молевидных бабочек рода Hypatopa из семейства сумрачные моли (Blastobasidae, Gelechioidea). Эндемик Коста-Рики (Центральная Америка). Длина передних крыльев от 9,5 до 10,2 мм. Окраска передних крыльев палево-коричневая с примесью красновато-коричневых чешуек; скапус усика покрыт коричневыми и палево-коричневыми чешуйками; задние крылья палево-коричневые; хоботок коричневато-серый; жгутик усика серый. Обладает сходством с видом Hypatopa edax отличаясь от него деталями строения гениталий. Вид был впервые описан в 2013 году американским лепидоптерологом Дэвидом Адамски (David Adamski, Department of Entomology, Национальный музей естественной истории, Смитсоновский институт, Вашингтон). Название вида происходит от имени Джона Дэвида Адамски (Jon David Adamski), собравшего типовую серию вместе с автором (и его сына).